# Garra findolabium
Garra findolabium är en fiskart som beskrevs av Li, Zhou och Fu 2008. Garra findolabium ingår i släktet Garra och familjen karpfiskar. Inga underarter finns listade i Catalogue of Life.